# Abeer Al Butmeh
Abeer Al Butmeh es una activista palestina conocida por su lucha y labor en la defensa del medio ambiente y los derechos humanos.

## Trayectoria
Originaria de Nablus, obtuvo su título en Ingeniería Ambiental con especialización en Recursos Hídricos en la Universidad de Birzeit. Sin embarg, desde 2006, Al Butmeh ha estado involucrada en diversas iniciativas ambientales, destacándose como coordinadora de la Red Palestina de Organizaciones Ecologistas (PENGON), una coalición de catorce entidades que promueven la justicia ambiental en Cisjordania y la Franja de Gaza y desde el año 2008 es miembro de la organización internacional Amigos de la Tierra..
Su trabajo se centra en campañas contra la contaminación, la defensa de los derechos sobre la tierra, el agua y los recursos naturales, la promoción de la transición energética y la protección de la biodiversidad. Además, se dedica a documentar y monitorear las agresiones al medio ambiente palestino, denunciando estas violaciones a través de diversas plataformas.
Al Butmeh ha participado en foros internacionales, como la reunión anual de la región Asia-Pacífico de Amigos de la Tierra en Indonesia, donde representó a PENGON y discutió programas ambientales regionales o el COP29.
En el año 2020 fue finalista del premio Ciudades Transformadoras en 2020 un proyecto sobre energías renovables en el valle del Jordán y Gaza.